# Place Françoise-Dorléac
La place Françoise-Dorléac  est une voie du 18e arrondissement de Paris, en France.

## Situation et accès
La place Françoise-Dorléac est une voie publique située dans le quartier des Grandes-Carrières, 18e arrondissement de Paris, qui dessert la rue Maurice-Grimaud, le jardin René-Binet et le groupe scolaire Françoise-Dorléac.

## Origine du nom

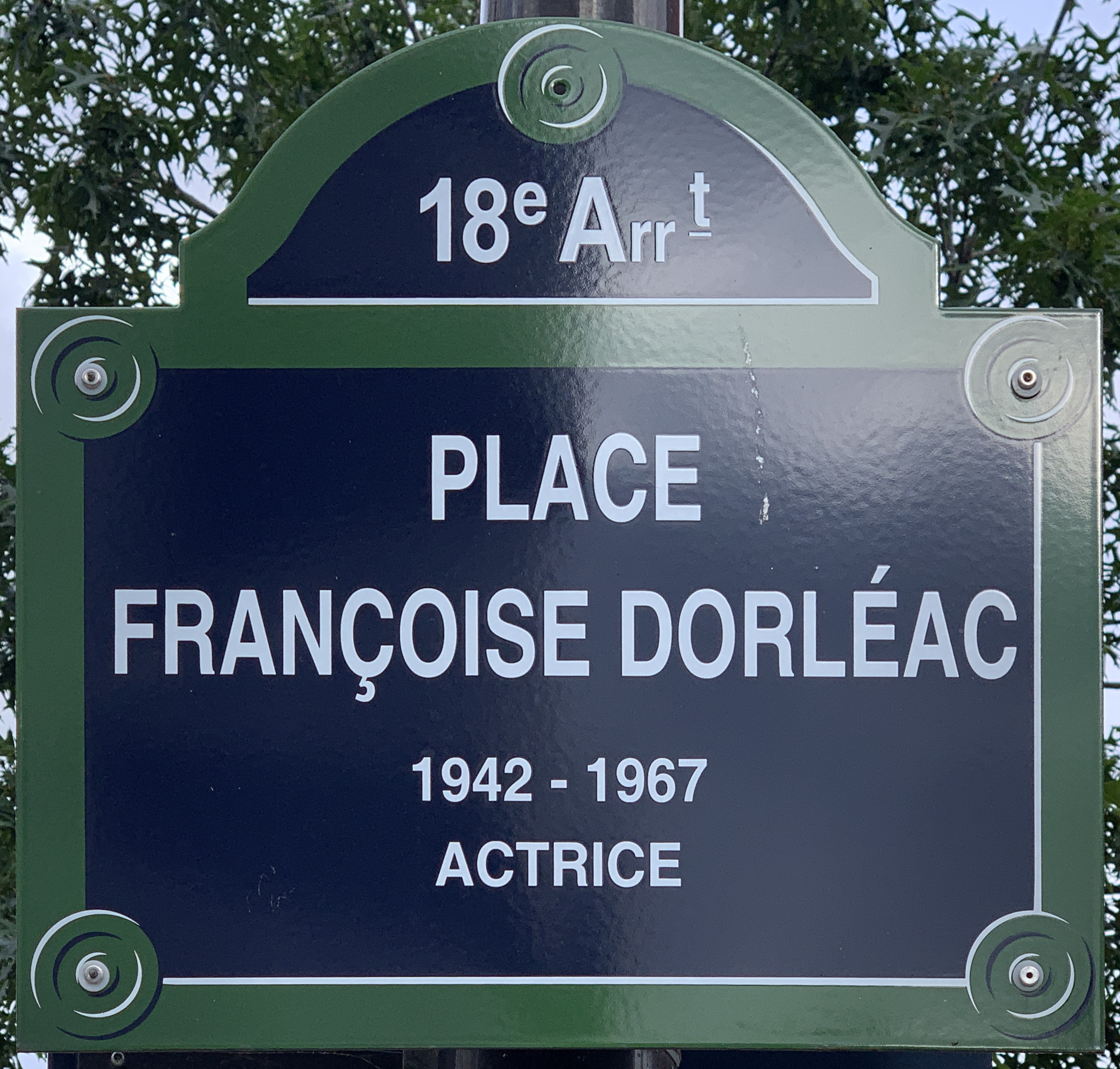
Plaque de la place.

Elle porte le nom de l'actrice française Françoise Dorléac (1942-1967).

## Historique
La voie est ouverte dans le cadre de l'aménagement du secteur Binet, sous le nom provisoire de « voie CN/18 » et prend sa dénomination actuelle le 15 avril 2013.